# Nematoproctus terminalis
Nematoproctus terminalis är en tvåvingeart som först beskrevs av Van Duzee 1914.  Nematoproctus terminalis ingår i släktet Nematoproctus och familjen styltflugor. Inga underarter finns listade i Catalogue of Life.